# 帕爾帕拉縣

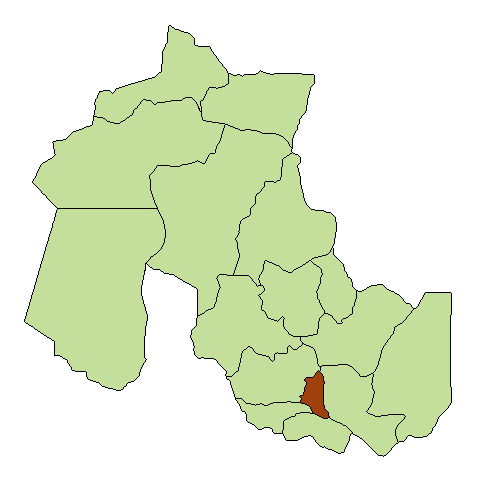

24°15′9″S 65°12′12″W / 24.25250°S 65.20333°W
帕爾帕拉縣（西班牙語：Departamento Palpalá），是阿根廷的縣份，位於該國西北部胡胡伊省，首府設於帕爾帕拉，面積467平方公里，該地區的地震活動頻繁和低強度，2010年人口52,631，人口密度每平方公里112.7人。